# 霍華德·津恩：你不能在行駛的火車上保持中立
《霍華德·津恩：你不能在行駛的火車上保持中立》（英語：Howard Zinn: You Can't Be Neutral on a Moving Train）是一部2004年美國紀錄片，講述歷史學家、活動家和作家霍华德·津恩的生平以及參與過去五十年代一些重要社會運動的歲月。紀錄片由黛布·埃利斯（Deb Ellis）和丹尼士·穆勒（Denis Mueller）執導兼編劇，麥特·戴蒙擔任旁白。
紀錄片於2004年6月18日全美50多座城市上映，並於2005年發售DVD。《霍華德·津恩》在影評界收穫正評居多，爛番茄網站新鮮度達97%。

## 外部連結
- Interview with the directors，存档于（存檔日期 2006-05-07）
- 互联网电影数据库（IMDb）上《霍華德·津恩：你不能在行駛的火車上保持中立》的资料（英文）
- Howard Zinn: You Can't Be Neutral on a Moving Train - Commemorative Edition （页面存档备份，存于）